# 照下土竜
照下 土竜（ひのした もぐら、1982年 -）は日本のSF作家。高知県南国市生まれ。高校卒業後、アミューズメントメディア総合学院ノベルス学科を卒業。
2004年、「ミラの階梯」で第5回小松左京賞最終候補に。2005年5月、第6回日本SF新人賞を受賞した『ゴーディーサンディー』（徳間書店）でデビューした。投稿時は22歳で、日本SF新人賞の史上最年少受賞者となった。
また、榊一郎が一目置いていた存在である。

## 作品リスト
単行本
- ゴーディーサンディー （2005年5月、徳間書店、ISBN 9784198620172）

短編
- 仏像士 - 『SF Japan』2005年春号（2005年3月、徳間書店）に掲載

## その他の活動
- 榊一郎『イコノクラスト!』（2004年9月-2008年11月、全10巻、MF文庫J）の設定協力

## 日本国外での刊行
- 台湾
  - 除爆之刃 （2007年5月、尖端出版、陳慧如訳、ISBN 9789571035659） - 『ゴーディーサンディー』の中国語訳（繁体字） 
    - 尖端出版のレーベル浮文字より刊行

また、設定に協力している『イコノクラスト!』は台湾（『瀆神之主』、2009年3月-2010年9月、8巻まで刊行）、韓国（『이코노클라스트!』、2008年4月-2010年3月、全10巻）で刊行されている。